# Оттон Бамбергский
Оттон I Бамбергский (нем. Otto von Bamberg) (ок. 1060 года, Швабия, Священная Римская империя — 30 июня 1139 года, Бамберг, Священная Римская империя) — святой римско-католической церкви, 8-й епископ Бамберга, миссионер, «апостол народа Померании» (лат. apostolus gentis Pomeranorum).

## Биография

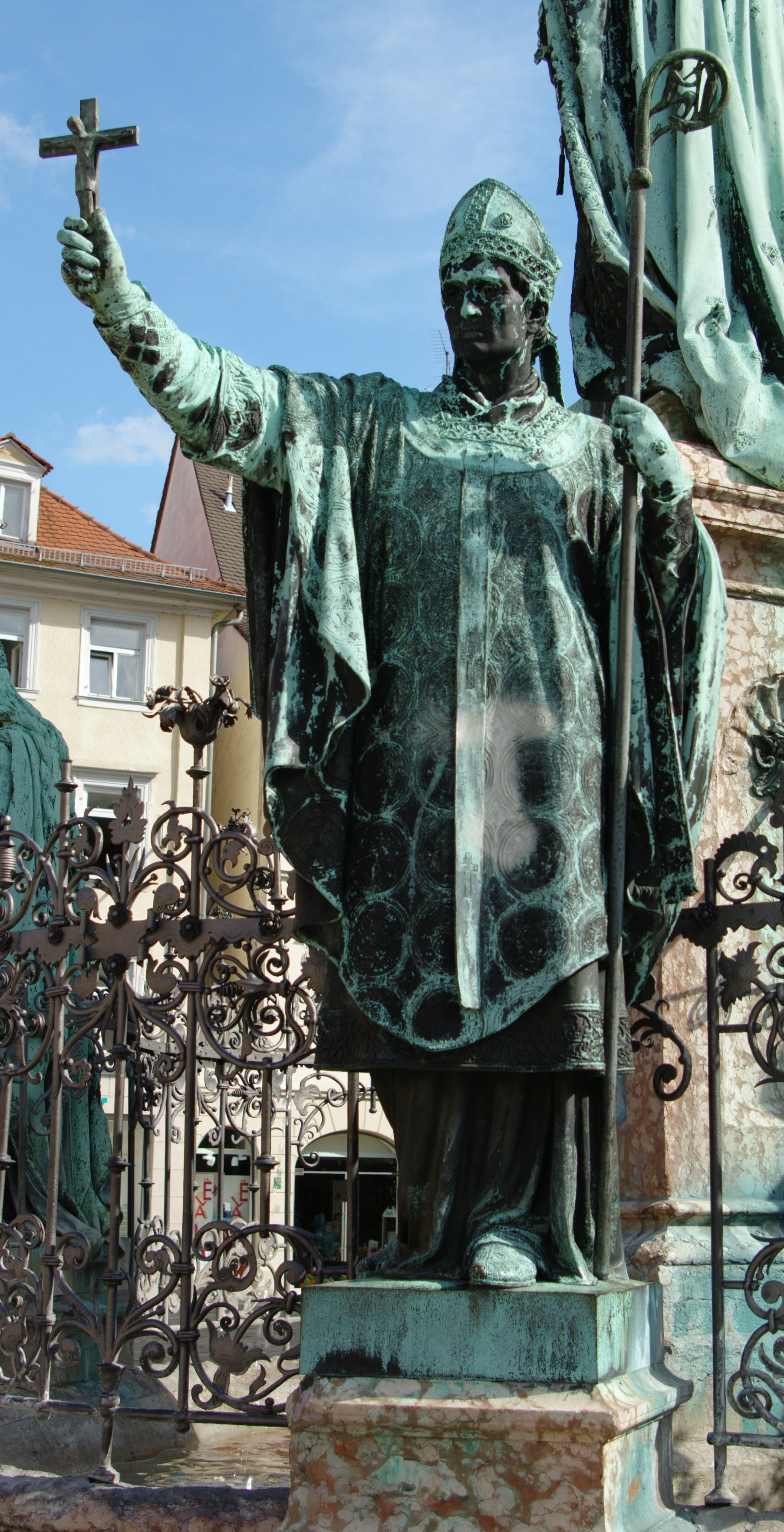
Памятник Оттону Бамбергскому в Бамберге

Оттон фон Мистельбах (нем. Otto von Mistelbach) родился около 1060 года в Швабии, в Священной Римской империи в семье дворян. Принял монашеский постриг в аббатстве Хирзау. В юности стал священником, но благодаря своим способностям сделал и политическую карьеру, став канцлером императора Генриха IV, а затем и его сына Генриха V.
В 1102 году был поставлен императором на кафедру епископства Бамберг. Восстановил епархиальные структуры, основал несколько монастырей и возвел на границах епархии крепости. В 1109 году заново отстроил собор Святого Иакова в Бамберге, сожженный в 1081 году.
В борьбе за инвеституру между папами и императорами выступил в роли посредника. В 1106 году прибыл к Римскому папе Пасхалию II в Ананьи, который утвердил его рукоположение епископом Бамберга. Во многом, благодаря усилиям Оттона, в 1122 году был заключен Вормский конкордат, положивший конец спорам за инвеституру.
В 1124—1125 и 1128—1129 годах руководил миссионерской деятельностью католической церкви в Западной Померании среди местных славян. В 1124 году отправился на миссию в Померанию вместе с духовенством своей епархии, катехизаторами, слугами и вооруженной охраной, предоставленной ему Болеславом III, князем Польши. Прибыл в Пириц, где его проповедь, как утверждали летописцы, привела к крещению двадцати тысяч язычников и отмене таких обычаев, как полигамия и убийство новорожденных девочек.
Однако через несколько лет некоторые из уже крещенных жителей Щецина и Волина вернулись к язычеству, и в 1128 году Оттону пришлось повторить миссионерскую поездку по просьбе Вартислава I, герцога Померании. Существуют и описания его путешествий, составленные в форме «Житий» на основе рассказов его приближенных — участников миссий, одним из которых был Адальберт, будущий первый епископ Померании.

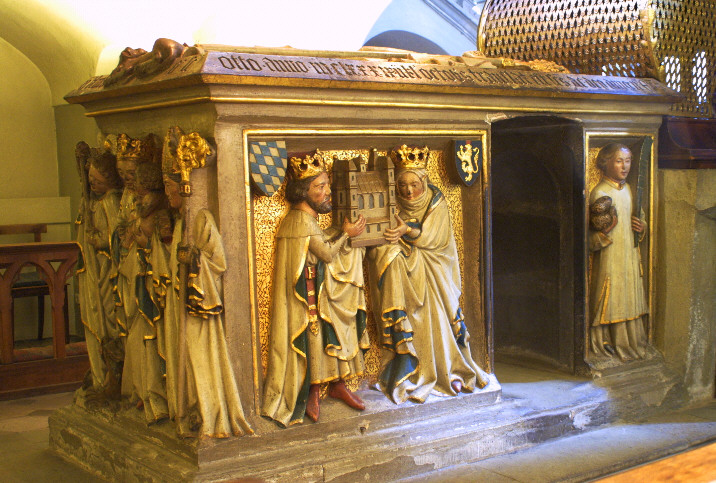
Надгробье на могиле Оттона Бамбергского в церкви Святого Михаила в Бамберге

Оттон умер 30 июня 1139 года в Бамберге и похоронен в церкви Святого Михаила.

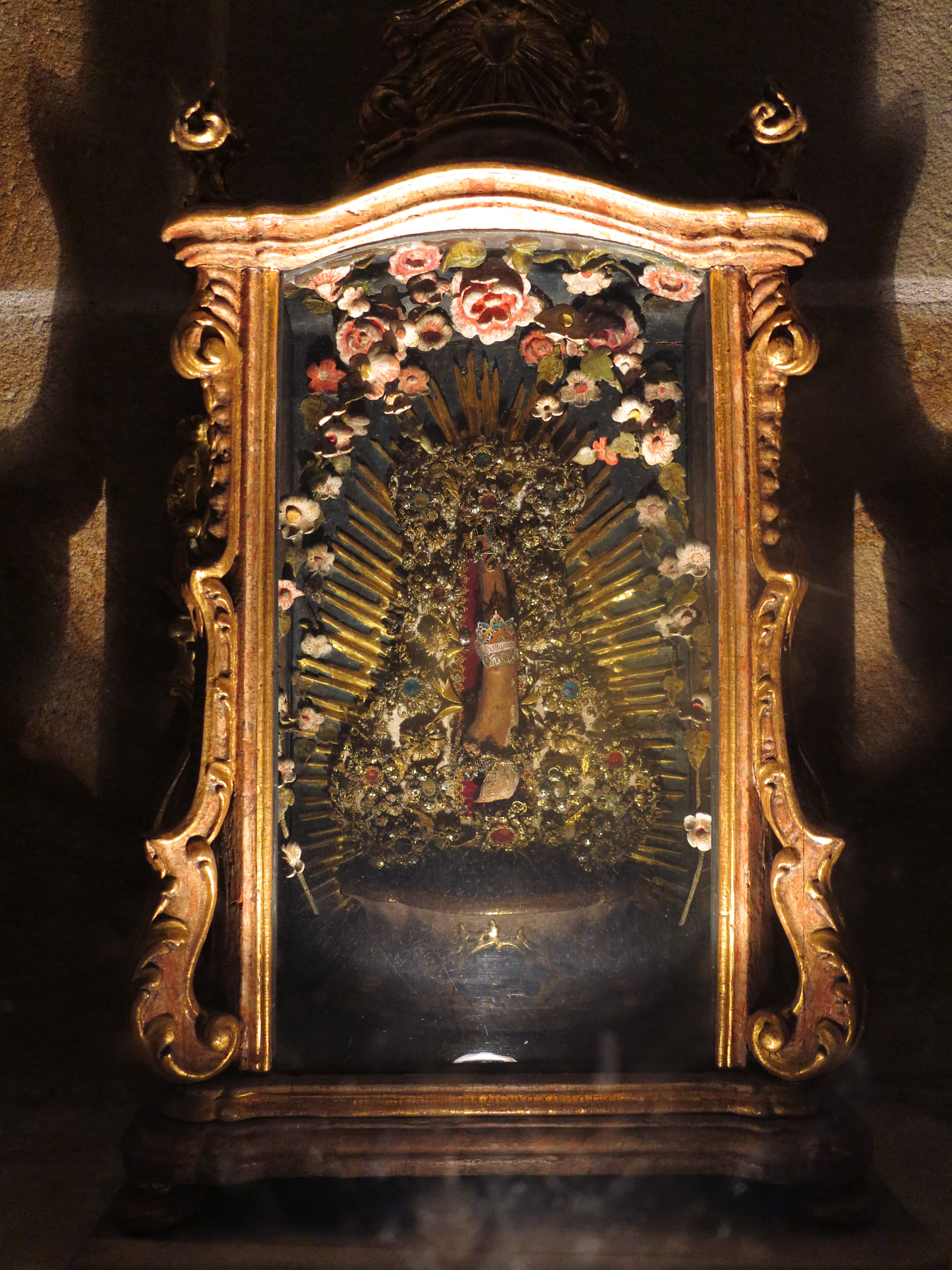
Частица мощей святого Оттона в Бамбергском соборе

## Почитание
В епархиальном музее при соборе хранится архиерейский посох Оттона. В 1189 году Римский папа Климент III причислил его к лику святых. Литургическая память ему совершается 30 июня и 30 сентября (в епархии Бамберг).